# Karl Eichfeld

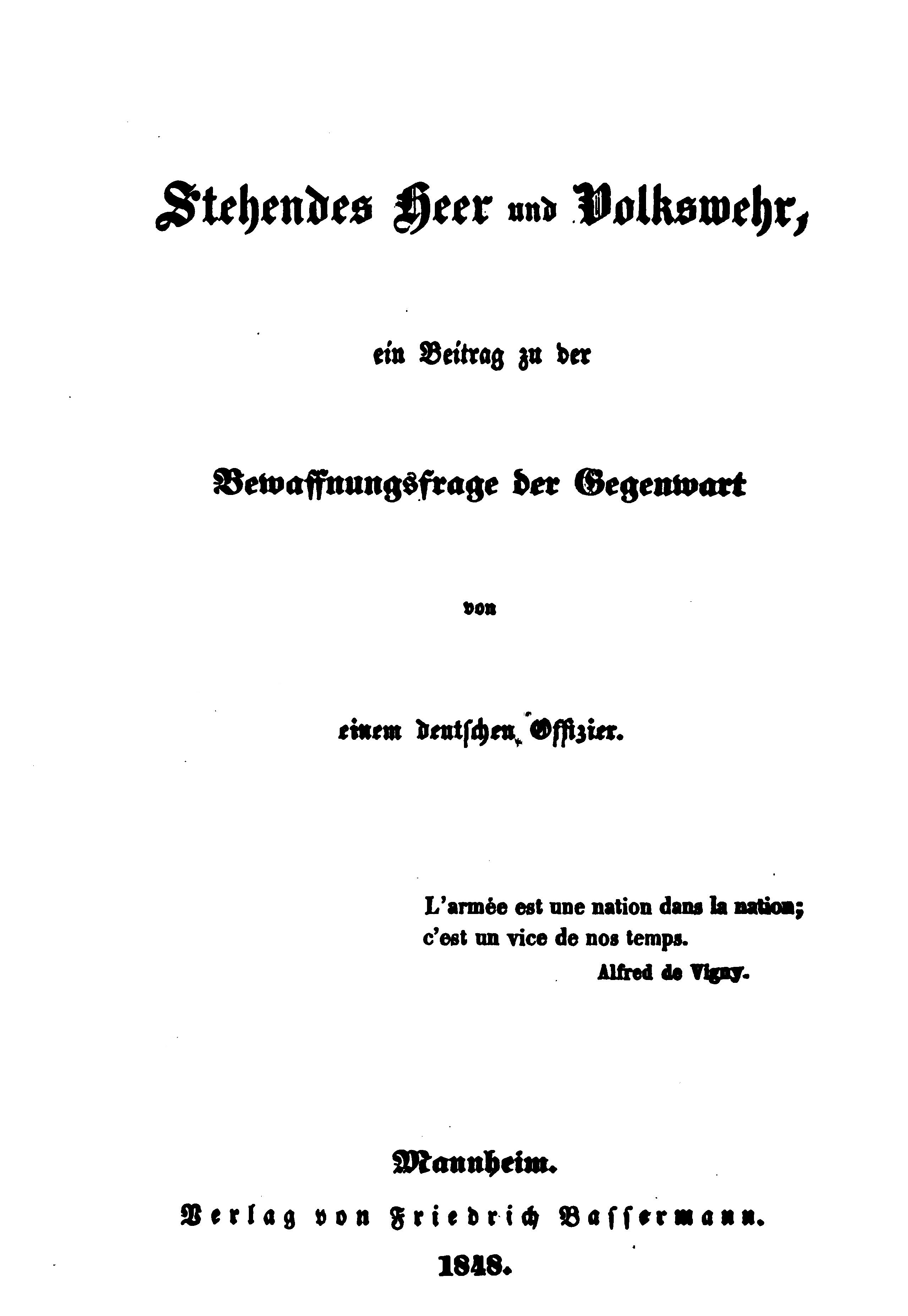
Titelseite des Buches von Karl Eichfeld: Stehendes Heer und Volkswehr, ein Beitrag zu der Bewaffnungsfrage der Gegenwart von einem deutschen Offizier.

Karl Eichfeld (* 30. Oktober 1815 in Mannheim; † 27. Dezember 1857 in Antwerpen) war im Mai 1849 kurzzeitig Kriegsminister in der provisorischen Revolutionsregierung in Baden.

## Leben
Eichfeld war ein Sohn des badischen Oberstleutnants Joseph Eichfeld. Der Landschaftsmaler Hermann Eichfeld war ein Sohn von Eichfeld.
Eichfeld trat als Fähnrich in den badischen Militärdienst ein und wurde am 29. August 1838 zum Secondeleutnant (Unterleutnant) ernannt
Im Oktober 1839 vom 1. Infanterieregiment zum Leib-Infanterie-Regiment versetzt und vier Jahre später zum Premierleutnant (Oberleutnant) befördert.
1848 erschien anonym seine Schrift Stehendes Heer und Volkswehr, ein Beitrag zu der Bewaffnungsfrage der Gegenwart von einem deutschen Offizier, die irrtümlich auch Wilhelm Rüstow oder Christian-Friedrich von Böckh zugeschrieben wurde.
Im April 1848 war Eichfeld Kommandant der 9. Kompanie des badischen Leib-Infanterieregiments, das im April 1848 in Offenburg stationiert war.
Im Zusammenhang mit einer Petition von Soldaten seiner Kompanie wurde im April 1848 ein Untersuchungsverfahren gegen Eichfeld eröffnet. Die Soldaten forderten den Abzug nicht-badischer Truppen aus dem Land und die Zusage selbst nicht in anderen Staaten des deutschen Bundes eingesetzt zu werden. Eichfeld wurde vorgeworfen diese Petition nicht verhindert, sondern allenfalls noch gefördert zu haben. Im Zuge der Untersuchungen wurden zudem Beschwerden wegen Eichfelds Kontakten zu bekannten Republikanern – insbesondere zu dem Offenburger Gemeinderat und Apotheker Eduard Rehmann – erhoben.
Ein badisches Kriegsgericht verurteilte Eichfeld am 27. Juni 1848 wegen dienstwidrigen Verhaltens (Verletzung der Dienstpflicht unter besonders gefährdenden Umständen) zu einem Jahr Haft in Kislau und am 1. Juli bestätigte der Großherzog das Urteil. Während seiner Haft stand er im Briefverkehr mit Karl Mathy.
Im Zuge der Reichsverfassungskampagne und dem dadurch eingeleiteten 3. badischen Aufstand im Mai 1849 wurde Eichfeld befreit und zum Kriegsminister in der Exekutivkommission des Landesausschusses ernannt. Er übte das Amt jedoch nur vom 14. Mai 1849 bis zum 26. Mai 1849 aus, wurde als Fehlbesetzung erkannt und durch Franz Sigel ersetzt.
Friedrich Engels charakterisiert ihn in seiner Schrift Die deutsche Reichsverfassungskampagne als „unfähig“.
Der Historiker Veit Valentin beschreibt ihn wie folgt: „Der ehemalige Oberleutnant Karl Eichfeld, Verfasser einer Schrift über ‚stehendes Heer und Volkswehr‘, durch die Volksbewegung aus dem Festungsarrest befreit und zum Kriegsminister der Revolution gemacht, erinnert etwas an Messenhauser: ein Spintisierer mit Kunstgefühl, ein liebenswürdiger Improvisator, unter dessen Händen alles verschlampt.“ Eichfeld wurde das Kommando über das 5. Infanterieregiment der Revolutionsarmee im Range eines Obersten übertragen.
Nach dem Gefecht bei Heppenheim am 30. Mai 1848 setzte sich Eichfeld – wie viele Offiziere – von der Revolutionsarmee ab und floh.
Eichfeld setzte sich in die Schweiz ab und lebte in Lattringen (Amt Nidau) im Exil.
Im Januar 1850 wurde er wegen Beteiligung am Maiaufstand aus der badischen Offiziersliste gestrichen und am 14. Juli 1850 wurde unter dem Druck des Großherzogtums Baden aus der Schweiz ausgewiesen.
In Baden wurde Eichfeld zu 9 Jahren Haft verurteilt und noch 1857 von der Amnestie ausgeschlossen.
Zuletzt lebte Eichfeld als Zigarrenfabrikant im Exil in Antwerpen, wo in seinem Haus auch die Maler Anselm Feuerbach und Karl Roux verkehrten. Am 27. Dezember 1857 starb er in Antwerpen an einer Brustkrankheit.